# غرق شدن ژاپن
غرق شدن ژاپن (انگلیسی: Submersion of Japan) فیلمی به کارگردانی شیرو موریتانی در سال ۱۹۷۳ است.